# El Roble, Xalapa
El Roble är en ort i Mexiko.   Den ligger i kommunen Xalapa och delstaten Veracruz, i den sydöstra delen av landet, 230 km öster om huvudstaden Mexico City. El Roble ligger 1 323 meter över havet och antalet invånare är 108.
Terrängen runt El Roble är huvudsakligen kuperad, men den allra närmaste omgivningen är platt. Runt El Roble är det tätbefolkat, med 331 invånare per kvadratkilometer. Närmaste större samhälle är Xalapa, 2,9 km nordost om El Roble. I omgivningarna runt El Roble växer huvudsakligen savannskog.